# Bismarckstraße 29 (Darmstadt)
Das Haus Bismarckstraße 29 ist ein Bauwerk in Darmstadt.

## Geschichte und Beschreibung
Das Haus Bismarckstraße 29 wurde um das Jahr 1854 erbaut. 
Das ursprünglich freistehende, vor der Bauflucht stehende, schmucklose Wohnhaus gehört stilistisch zum spätklassizistischen „Landhausstil“.
Ein seitlicher Anbau stammt aus der Gründerzeit.

## Denkmalschutz
Das Bauwerk ist vermutlich das älteste erhalten gebliebene Haus im heutigen Johannesviertel.
Das Gebäude ist ein typisches Beispiel für den spätklassizistischen Baustil in Darmstadt. Aus architektonischen und stadtgeschichtlichen Gründen steht das Bauwerk unter Denkmalschutz.